# Banyalbufar
Banyalbufar település Spanyolországban, a Baleár-szigeteken. Banyalbufar Estellencs, Puigpunyent, Esporles és Valldemossa községekkel határos. Lakosainak száma 577 fő (2024).

## Népesség
A település népessége az elmúlt években az alábbi módon változott:
| Lakosok száma | 534  | 570  | 572  | 605  | 592  | 553  | 522  | 515  | 542  | 577  |
|               | 2001 | 2004 | 2006 | 2009 | 2011 | 2014 | 2016 | 2019 | 2021 | 2024 |